# Аккон (вождь сенонів)
Аккон або Акко (*д/н —53 до н. е.) — вождь племені сенонів у 40-50 роках до н. е. Учасник Галльської війни проти римських загарбників.

## Життєпис
Походив зі знатного роду кельтського племені сенонів. Невідомо саме коли стає їх вождем. Наприкінці 54 року до н. е. стає прихильником повстання проти римлян, підтримав плани Верцингеторикса. Ймовірно, йому вдається втягнути у війну карнутів, своїх сусідів, але не паризіїв, з якими карнути колись складали єдину державу.
Втім Гай Юлій Цезар стрімко рушив проти сенонів, внаслідок чого Акко не встиг зібрати усі свої війська. Зрештою Акко зазнав поразки, сенони здалися римлянам, які віддають Цезарю 100 заручників, серед яких знаходився Акко. Напочатку 53 року до н. е. на всегалльских зборах, що проходили в Дурокорторуму, змову сенонов піддано осуду, і Акко було страчено за давнім римським звичаєм, тобто його відшмагали різками, а потім відрубали голову.